# Dezső Gencsy
Dezső Gencsy (Budapest, 2 novembre 1897 – Porto, 8 aprile 1977) è stato un calciatore e allenatore di calcio ungherese, riportato sui tabellini italiani come Gemsey.

## Carriera

### Club

#### Calciatore
Inizia la carriera in patria, al Nemzeti SC di Budapest nel 1921.
Trasferitosi in Germania, milita per tre stagioni al 1. Fußball-Club Saarbrücken, dal 1921 al 1924.
Lasciata la Saarland, gioca per una stagione all'Union 03 di Amburgo.
Nel 1925 lascia la Germania per trasferirsi in Italia, tra le file del Derthona, dove nel girone A della Seconda Divisione 1925-1926 conquista il secondo posto alle spalle della Biellese.
Lascia il sodalizio piemontese dopo una sola stagione, per trasferirsi al Genoa, club con il quale esordisce nella Divisione Nazionale il 3 ottobre 1926, nella vittoria casalinga per 4 a 1 contro il Brescia.
Con i rossoblu conquista il quarto posto nel girone finale.
La stagione in rossoblu è l'ultima che Gencsy disputa a livello agonistico prima del ritiro.

#### Allenatore
Lasciato il calcio giocato, divenne nel 1934 allenatore del Viana Do Castelo, in Portogallo.
Guidò il club lusitano per una sola stagione prima di trasferirsi in Spagna al Deportivo La Coruña, che militava in Segunda División. Con il Depor si piazzò al terzultimo posto del Gruppo I, ottenendo la permanenza in categoria.
Lasciata la Spagna torna in Portogallo, dove guiderà in due occasioni il Futebol Clube do Porto, nel 1941
Nel 1946 passa alla guida del Famalicão, con cui retrocede al penultimo posto della Primeira Divisão 1946-1947.
Nella stagione 1949-1950 allena l'Académica, sodalizio con cui ottiene il sesto posto della Primeira Divisão.
e nel 1950-1951, ottenendo un secondo posto nel stagione 1950-1951.

### Nazionale
Nel 1921, mentre militava nel Nemzeti SC venne convocato dalla nazionale ungherese per disputare un'amichevole contro la Germania. L'incontro, disputatosi a Budapest il 5 giugno terminò 3 a 0 per i magiari.

## Statistiche

### Cronologia presenze e reti in Nazionale
| Cronologia completa delle presenze e delle reti in nazionale ― Ungheria | Cronologia completa delle presenze e delle reti in nazionale ― Ungheria | Cronologia completa delle presenze e delle reti in nazionale ― Ungheria | Cronologia completa delle presenze e delle reti in nazionale ― Ungheria | Cronologia completa delle presenze e delle reti in nazionale ― Ungheria | Cronologia completa delle presenze e delle reti in nazionale ― Ungheria | Cronologia completa delle presenze e delle reti in nazionale ― Ungheria | Cronologia completa delle presenze e delle reti in nazionale ― Ungheria |
| Data                                                                    | Città                                                                   | In casa                                                                 | Risultato                                                               | Ospiti                                                                  | Competizione                                                            | Reti                                                                    | Note                                                                    |
| ----------------------------------------------------------------------- | ----------------------------------------------------------------------- | ----------------------------------------------------------------------- | ----------------------------------------------------------------------- | ----------------------------------------------------------------------- | ----------------------------------------------------------------------- | ----------------------------------------------------------------------- | ----------------------------------------------------------------------- |
| 5/06/1921                                                               | Budapest                                                                | Ungheria                                                                | 3 – 0                                                                   | Germania                                                                | Amichevole                                                              | -                                                                       |                                                                         |
| Totale                                                                  |                                                                         | Presenze                                                                | 1                                                                       |                                                                         | Reti                                                                    | 0                                                                       |                                                                         |